# 竹酷刑

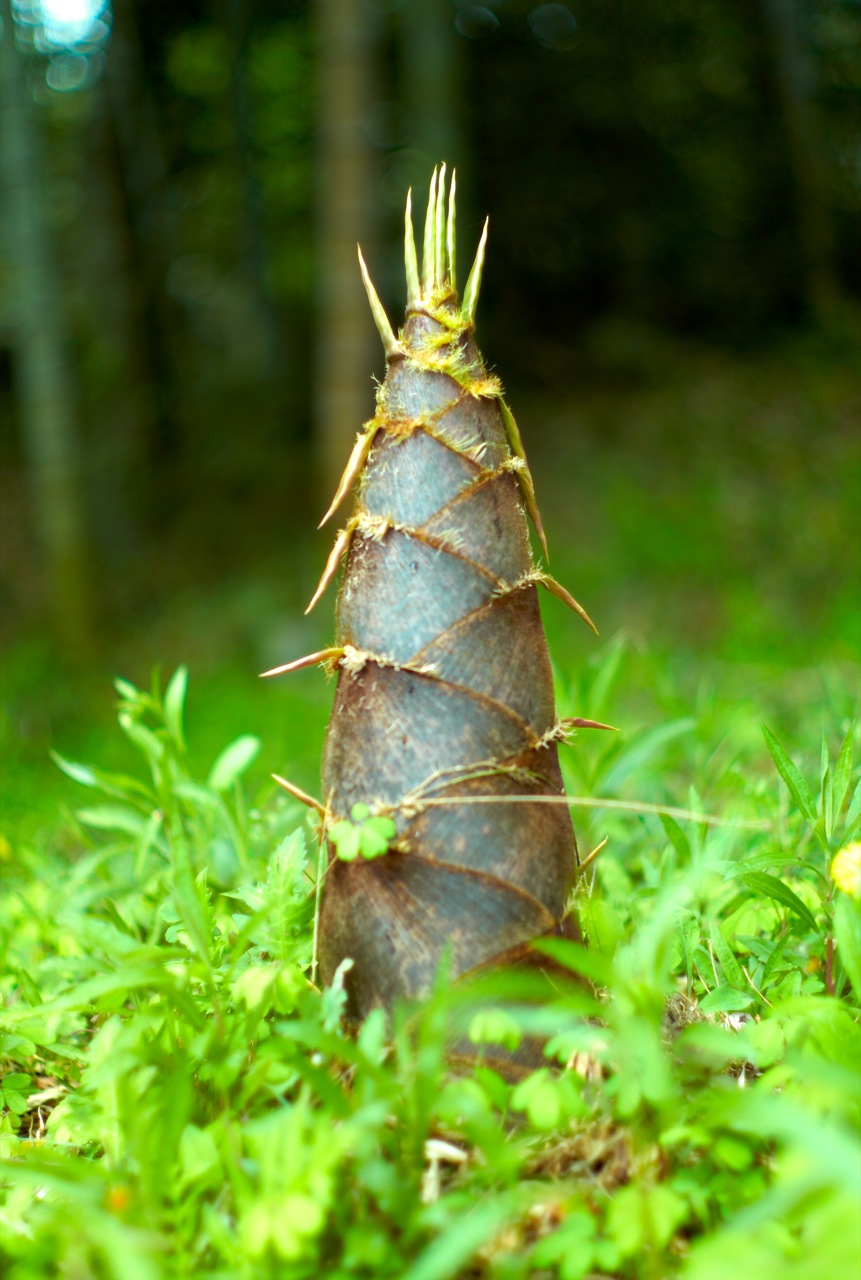
竹笋

竹酷刑（英語：Bamboo torture）是一种通过竹笋的生长刺穿受害者身体的酷刑式死刑。传闻称古代中国与斯里兰卡等国及第二次世界大战的日本曾使用这种竹酷刑折磨犯人与战俘，但没有足够证据证实。

## 做法和记载
竹酷刑的使用方法大致如下：将受害者捆绑，面部朝上，放置于竹笋上，当竹笋快速生长为竹子时受害者便会被刺穿。另在一些情色作品中，受害者被捆绑后下体被置于竹笋上方，但这可能只是一种艺术创作。在1820年的一份记录中，一位印度马德拉斯平民提及竹酷刑是锡兰的一种刑罚。
在第二次世界大战期间，传闻日本军队以竹酷刑折磨并处死盟军战俘。在《Hakka Soul: Memories, Migrations, and Meals》一书提及日军士兵使用竹酷刑折磨囚犯。从上海移民澳洲的Wolfgang Tröger的回忆录中则以美国军官Heinrikson中士的视角称，一支中国战斗连队对一名日本俘虏施以此刑。电视节目《流言终结者 (2008年)》曾以弹道明胶做实验来证实此酷刑的可行性。